# Meeme (Wisconsin)
Meeme – miasto w Stanach Zjednoczonych, w stanie Wisconsin, w hrabstwie Manitowoc.